# Rubricator

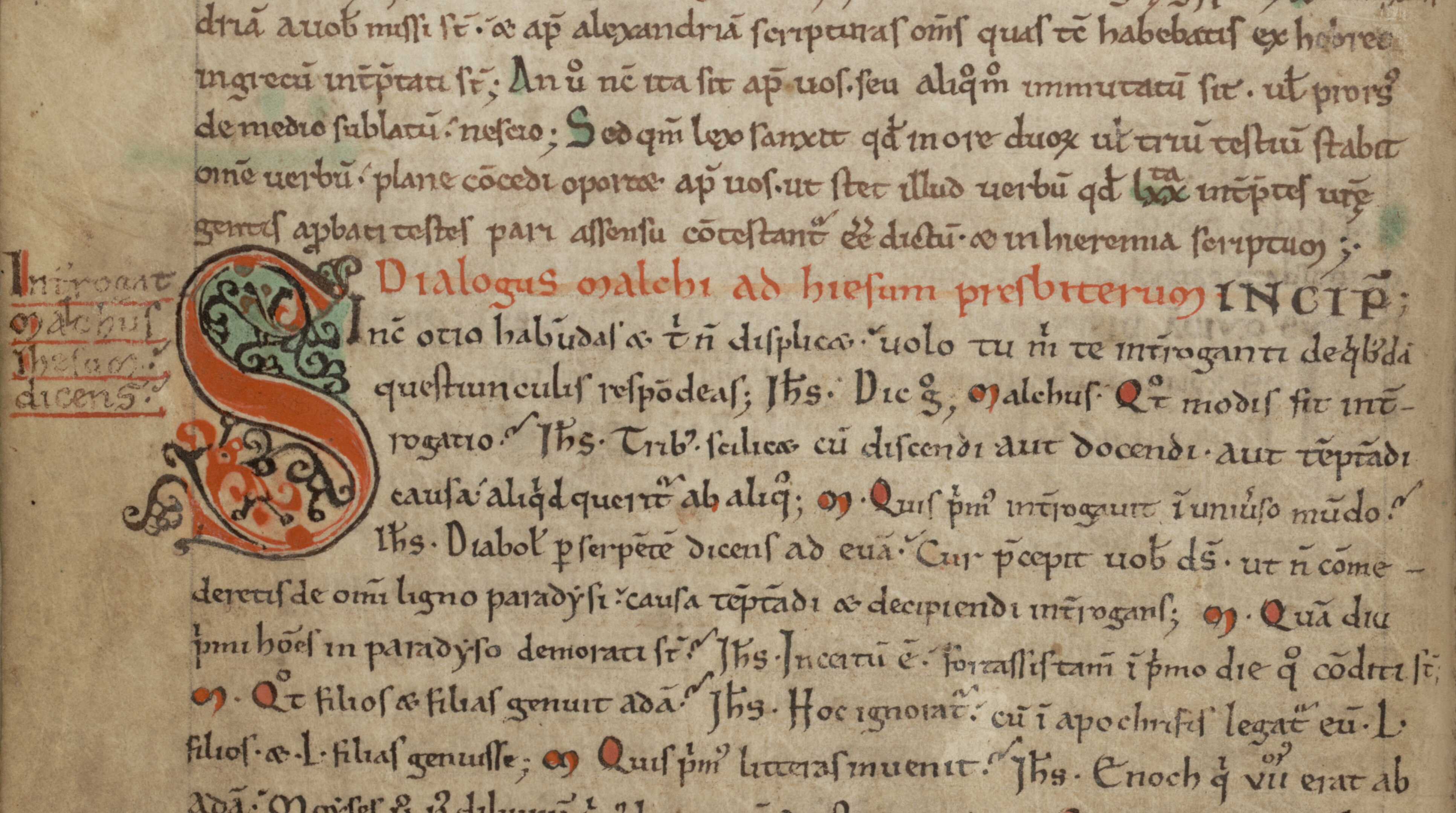
Liber Floridus manuscript. Gemaakt door Lambertus a S. Audomaro te Saint-Omer. Voltooid in 1121.

Een rubricator was een persoon die met rode inkt de plaatsen aanduidde waar hoofdletters en versieringen moesten komen. Dit ambt werd tijdens de middeleeuwen en de nieuwe tijd door monniken uitgeoefend. 
De gekleurde accenten in de met zwarte inkt geschreven tekst dienden om de lezer een helder gestructureerde tekst aan te bieden. Ook werden er versieringen rondom de tekstblokken aangebracht, meestal in één of twee kleuren inkt. Als de versiering met dunne lijnen was aangebracht, wordt er gesproken van penwerk.
Rood was in het begin van het boeken maken de enige kleur die werd gebruikt. Later werd ook met blauwe, groene en gele inkt gerubriceerd. Het goud opleggen en het schilderen van voorstellingen was de taak van de miniaturist.

## Etymologie
Het woord rubricator is afgeleid van het Latijnse woord ruber, dat rood betekent.